# ジョン・B・ゴードン
ジョン・ブラウン・ゴードン（英: John Brown Gordon、1832年2月6日-1904年1月9日）は、アメリカ合衆国の軍人であり、南軍の司令官ロバート・E・リー将軍に最も信頼された将軍の一人だった。戦後はレコンストラクションに強く反対し、一般に1860年代後半のジョージア州でクー・クラックス・クランの肩書き上指導者と認められていた。民主党員として、1873年から1880年までアメリカ合衆国上院議員を務め、1886年から1890年にはジョージア州知事を務めた。

## 初期の経歴
ゴードンは古いスコットランドの家系の子孫であり、ジョージア州アップソン郡の父のプランテーションで、12人の子供の4番目の子として生まれた。ゴードン家の多くの者がアメリカ独立戦争で戦っていた。ゴードンはジョージア大学で傑出した学生だったが、卒業前に退学した。アトランタで法律を学び、法廷弁護士試験に合格した。ゴードンとその父はテネシー州とジョージア州の一連の石炭業に投資した。法律実務も行った。南北戦争後には何年もジョージア州からアメリカ合衆国議会議員に選ばれた。ゴードンは1854年にヒュー・アンダーソン・ハラルソンの娘ファニー・ハラルソンと結婚し、長く幸福な結婚生活を送った。

## 南北戦争
ゴードンは軍事に関する教育や経験も無かったが、山岳兵中隊の大尉に選ばれ、急速に准将（1862年11月1日）、少将（1864年5月14日）と昇進した。ゴードン自身は中将まで昇進したとしばしば主張していたが、このことに関する公式記録は無い。ゴードンは攻撃的な将軍であり、指揮を執るとき、あるいは突撃を率いるとき、敗北も撃退されることも無かった。1864年、ロバート・E・リーからアメリカ連合国大統領ジェファーソン・デイヴィスに宛てた手紙で、「素晴らしい大胆さで特徴付けられる」最良の准将の一人と表現されていた。
ゴードンは1862年の半島方面作戦でD・H・ヒル師団の准将かつ旅団指揮官だった。その後半の七日間の戦いでは、ゴードンが怖れを知らぬ気に兵士たちの間を歩き回り、敵弾がその拳銃の握りを砕き、水筒を貫通し、上着の前を一部引きちぎった。マルバーンヒルの戦いでの攻撃中に両目を負傷した。

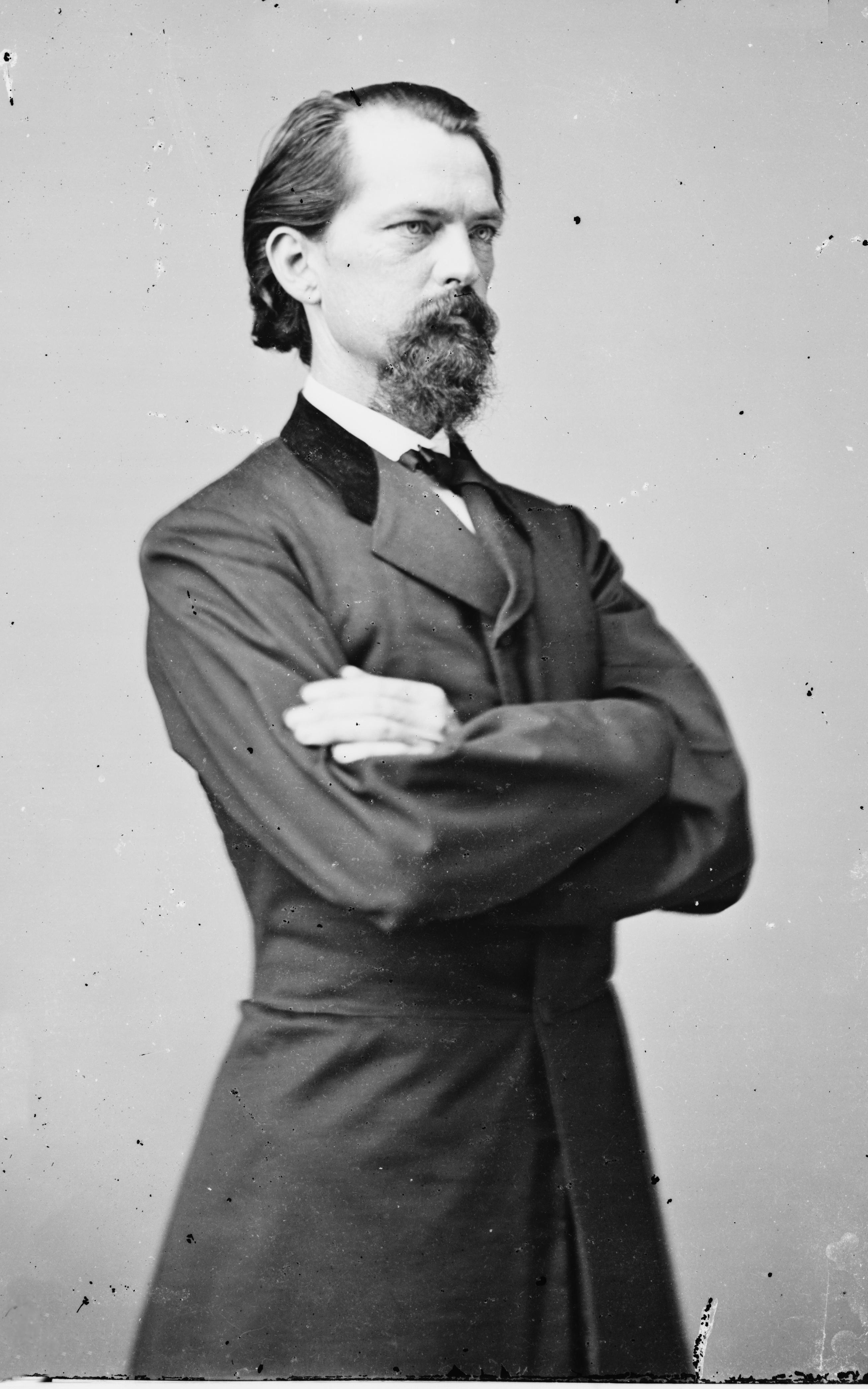
ゴードンの肖像写真

アンティータムの戦い（1862年9月）では「Bloody Lane（血塗られた通路）」と呼ばれた重要な窪んだ道路を守るようリー将軍に割り当てられ、ゴードンの負傷する習性がその高みに達した。初めにミニエー弾がその脹脛を貫通した。続いて2弾めは同じ足の上のほうに当たった。3弾めは左腕を貫通した。ゴードンの腕の筋肉や腱が滅茶苦茶になっており、この銃弾で小さな動脈が損傷していたが、部隊の指揮を続けた。4弾めは肩に当たった。部下からは後方に下がるよう嘆願されてもなお指揮を続けた。最後は顔に当たった銃弾が左頬から顎に抜けて倒れた。ゴードンは帽子の中に顔を伏せて倒れており、帽子に開いた穴から血が流れていなければ、自分の血で窒息していただろうと言われた。
傷の治療に数ヶ月を要したあとの1863年6月、ゴードンは南軍がゲティスバーグ方面作戦でペンシルベニア州に侵攻したとき、ジュバル・アーリー師団の中のジョージア旅団を指揮した。その旅団がサスケハナ川沿いのライツビルを占領し、そこは南軍の組織化された部隊が到達した所ではペンシルベニア州の最も東ということになった。北軍ジェイコブ・G・フリック大佐の民兵隊が全長1.25マイル (2 km)の覆いのある木製鉄道橋を燃やし、ゴードン隊が川を渡るのを防ぎ、その火は間もなくライツビルの一部に広がった。ゴードン隊はバケツリレー隊を結成し、それ以上町が破壊されるのを食い止めることができた。
7月1日のゲティスバーグの戦いでは、ゴードンの旅団が北軍第11軍団をバーローズノールで突き破った。そこでは傷ついた敵の師団指揮官フランシス・バーローを助けた。この出来事は、2人の士官が後にワシントンD.C.で出会ったときにバーローが生き残っていたことを知らなかったという話に繋がった（多くの人々は作り話と考えている）。この話はバーローとまたゴードンによって語られ、新聞とゴードンの著作に載せられた。
多くの歴史家たちは、ゴードンが戦後の著作で誇張しがちな傾向にあったため、またゴードンがその後の荒野の戦いでバーローと戦ったことを知らなかったというのは信じられないために、この話を割り引いて見ている。
オーバーランド方面作戦では、ゴードンはリチャード・イーウェル中将（後にアーリー）軍団の1個師団を指揮した。ゴードンは荒野の戦いでこの戦闘に決定的な効果を与える可能性のある北軍右翼に対する側面攻撃を提案し、アーリーはその日遅くなる前に攻撃を掛ける自由を与えた。スポットシルバニア・コートハウスの戦いでは、北軍の大規模攻撃を撃退することに成功し（「ブラッディアングル」）、南軍の壊走を防いだ。1864年のバレー方面作戦にはアーリーと共に出陣し1864年8月25日にウェストバージニア州シェファーズタウンで負傷した。南軍の技師ジェデディア・ホッチキスのこの事故に関する公式報告書では、「全く活発な小競り合いが続き、ゴードンは頭に傷を負ったが、彼は勇敢に突進し、血が頭から流れ出た。」と書いていた。ゴードンの妻ファニーは、将軍の妻達が時々そうしたようにこの作戦に夫と同行しており、オペクォンの戦いの時は通りに飛び出して、ゴードンの撤退しつつあった部隊に戻って敵に向かうよう促した。ゴードンは砲弾や銃弾が飛び交う中に通りにいる彼女を見つけて恐怖を感じた。
シーダークリークの戦いでアーリー軍が敗れた後で、ゴードンはリー軍に復帰し、戦争が終わるまで北バージニア軍の第2軍団を指揮した。この任務にあるときに、ピーターズバーグ包囲戦の前線を守り、1865年3月25日にはステッドマン砦の戦いを指揮した（ここでもまた足を負傷した）。アポマトックス・コートハウスでは、北バージニア軍として最後の突撃を指揮し、降伏の直前に前にあった塹壕と幾つかの大砲を捕獲した。1865年4月12日、ゴードンの南軍はユリシーズ・グラント中将の代理であるジョシュア・チェンバレン名誉少将に対して、正式に降伏した。

## 戦後の経歴
ジョージア州政府がアメリカ合衆国への再加盟を画策していたときに、ゴードンは1868年に知事選に出馬し敗れた。ゴードンはレコンストラクションに対する確固とした反対者であり、解放奴隷に対する制限や暴力の使用を含め白人の支配する社会を守る手段を支持した。一般にはジョージア州のクー・クラックス・クランの肩書き上指導者、すなわちグランド・ドラゴンと認められているが、組織が秘密主義だったのでその役割は結論を出せるほど分かってはいない。1871年の議会における宣誓供述では、ゴードンはクランとの関与を否定したが、その目的が「平和の維持」である秘密の「平和警察」組織と関わっていたことは認めた。
ゴードンは1873年にアメリカ合衆国上院議員に選ばれ、1879年には元アメリカ連合国に関わった人物としては初めてその議長も務めた。その翌日、ユリシーズ・グラント大統領から、不正行為や汚職で地位を得ていたジョージア州の連邦役人を排除する約束を取った。
ゴードンは1880年に議員を辞めてジョージア・パシフィック鉄道の事業を推進した。1886年にはジョージア州知事に選ばれ、1891年から1897年には上院議員に返り咲いた。1903年、「南北戦争の回想」と題するその従軍に関する証言を出版した。全国の一連の講演活動にも行った。
1890年に南軍退役兵会が組織されたとき、その初代総司令官となり、死ぬまで続けた。ゴードンは71歳でフロリダ州マイアミで死に、アトランタのオークランド墓地に埋葬された。記念式典には75,000人に及ぶ人々が訪れ参加した。

## 遺産

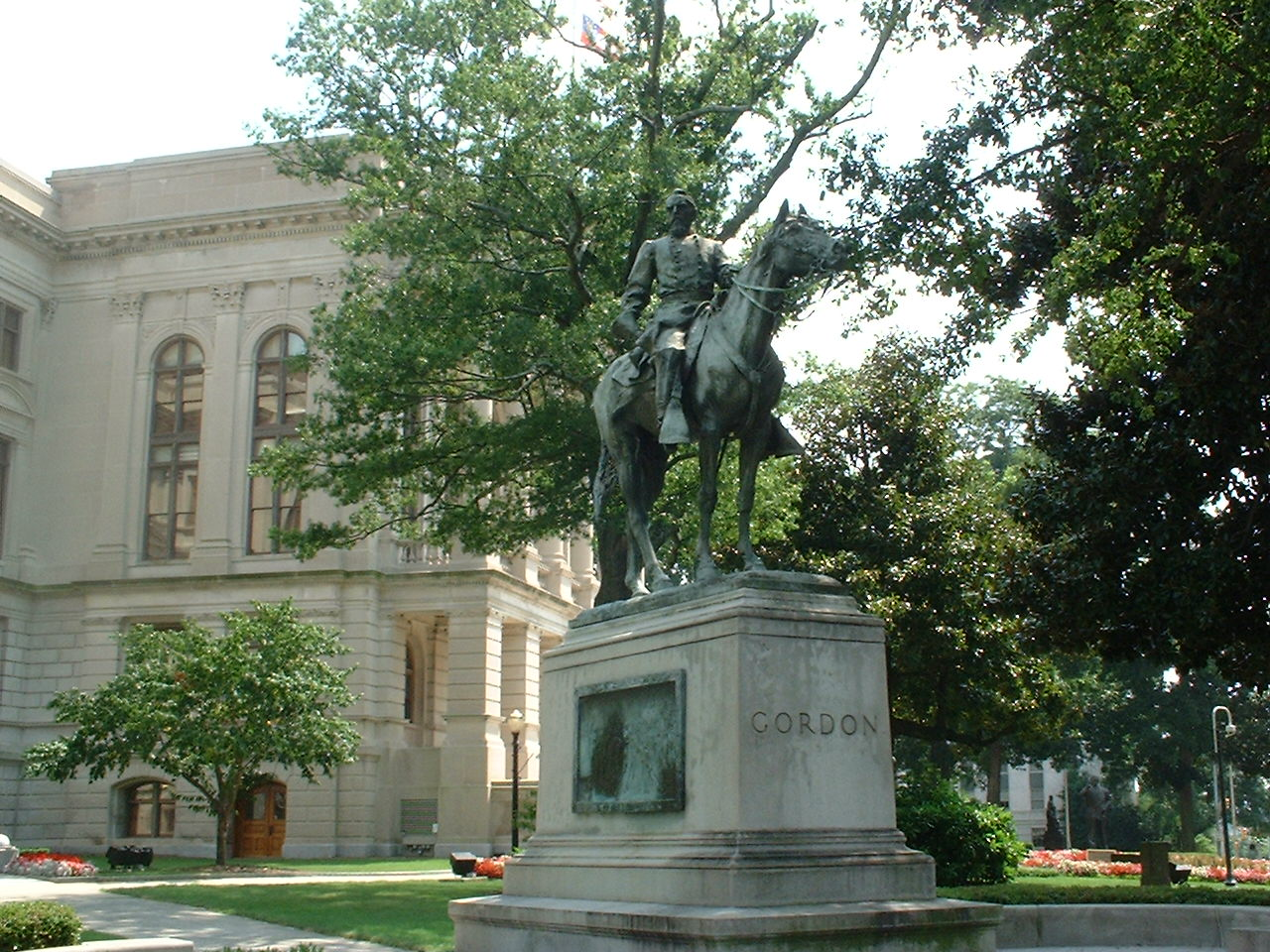
ジョン・ブラウン・ゴードンの彫像はジョージア州会議事堂の北東庭にある。

- ジョージア州オーガスタにあるアメリカ陸軍施設ゴードン砦はゴードンに因んで名付けられた。
- アトランタにあるジョージア州会議事堂庭にあるゴードンの彫像はこの都市で唯一公開されている騎馬像である。
- ゴードンが生まれたジョージア州アップソン郡のアメリカ国道19号線はゴードンに因んで名付けられた。
- アップソン郡郡庁舎の芝生にはゴードンの彫像がある。
- ジョージア州バーンズビルのゴードン大学はゴードンに因んで名付けられた。